# Fritjof Capra

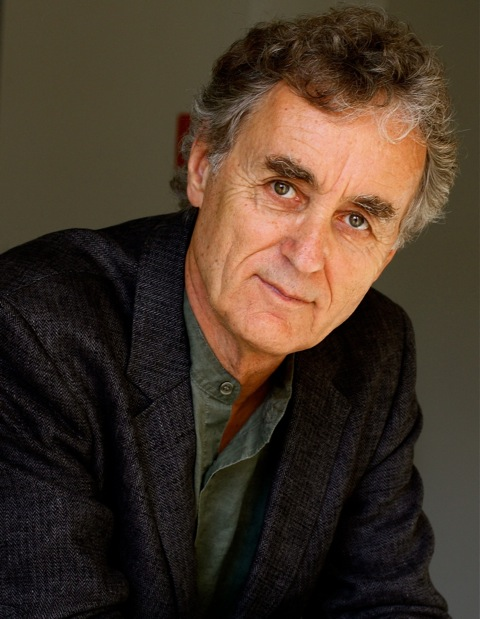
Fritjof Capra (2010)

Fritjof Capra (* 1. Februar 1939 in Wien) ist ein österreichisch-US-amerikanischer Physiker, Systemtheoretiker, Philosoph, Managementtrainer und Autor. 
Er versucht, mit einem esoterisch, spirituell, ganzheitlichen Ansatz eine Verbindung zwischen östlicher Mystik und moderner Physik herzustellen und setzt sich für eine nachhaltige ökologische Lebensweise in einer globalen Zivilgesellschaft ein. Mitte der 1970er bis in die 1980er Jahre galt er als einer der Hauptvertreter der esoterischen „New-Age-Bewegung“, ein Begriff, der später nicht mehr als Selbstbezeichnung verwandt wurde, sondern eine abwertende Bedeutung erhielt. Capra distanzierte sich daraufhin von dieser Bewegung.
Er ist Gründungsdirektor des Center for Ecoliteracy in Berkeley, Kalifornien, welches sich für die Förderung von Ökologie und Systemdenken im schulischen Kontext einsetzt. Er ist Fellow des Schumacher College, einem internationalen Zentrum für ökologische Studien in England. Zudem wurde ihm von der Universität Plymouth, der Universität Messina und der Universität Wien die Ehrendoktorwürde verliehen. Er lebt mit seiner Frau und Tochter in Berkeley in Kalifornien.

## Biografie
Fritjof Capra wurde 1939 als Sohn des Wirtschaftsjuristen sowie SS-Hauptsturmführers und persönlichen Referenten des Wiener Gauleiters Odilo Globocnik, Heinz Capra und der nationalsozialistischen Schriftstellerin Ingeborg Capra-Teuffenbach geboren. Seine Kindheit verbrachte er auf dem Land im Lavanttal/Kärnten, bis die Familie 1951 nach Innsbruck/Tirol zog. Der Vater vermittelte ihm als Hobbyphilosoph erste Zugänge zur fernöstlichen Weisheit. Er promovierte 1966 an der Universität Wien in theoretischer Physik. Er forschte und lehrte von 1966 bis 1968 auf dem Gebiet der Hochenergiephysik an der Pariser Sorbonne, von 1968 bis 1970 an der University of California, Santa Cruz, und 1970 am Stanford Linear Accelerator Center sowie 1971 bis 1974 am Imperial College London, University of London. Anschließend war er von 1975 bis 1988 am Ernest Orlando Lawrence Berkeley National Laboratory der UC Berkeley tätig. Darüber hinaus lehrte er an der U.C. Santa Cruz und der San Francisco State University, publizierte einige technische Artikel und beschäftigte sich mit den Parallelen („Konvergenz“) zwischen östlicher Mythologie, Mystik und Philosophie auf der einen sowie moderner Physik auf der anderen Seite, wozu er mehrere Bücher veröffentlichte, zeitweise mit hohen Auflagen.
Sein bekanntestes Buch ist Das Tao der Physik (1975), welches in mehr als 40 Sprachen veröffentlicht wurde. Ursprünglich wollte er eine Arbeit über Elementarteilchenphysik verfassen und war deshalb in Kontakt mit seinem Landsmann, dem Kernphysiker Victor Weisskopf. Sein Vorgesetzter in Santa Cruz, Michael Nauenberg, überzeugte ihn aber, ein populärwissenschaftliches Buch zu schreiben. In der Bundesrepublik am weitesten verbreitet als Manifest des New Age war sein 1983 erschienenes, immer wieder aufgelegtes Buch Wendezeit. Zu Marilyn Fergusons kurz zuvor veröffentlichter esoterischer Schrift Die sanfte Verschwörung. Persönliche und gesellschaftliche Transformation im Zeitalter des Wassermanns, hatte er das Vorwort beigesteuert.
Capra hatte 1982 auch Anfänge einer Transformation in das „Zeitalter der Sonnenenergie“ beschrieben. Die Kennzeichen einer untergehenden Kultur – mangelnde Flexibilität, Festhalten an veralteten Ideen sowie verkrustete und korrupte, institutionelle und politische Strukturen – seien vorhanden. Die Hoffnung für die Zukunft war für Capra die Einsicht, dass sich evolutionäre Erneuerungsprozesse nicht durch kurzsichtige politische Aktivitäten aufhalten lassen. In einem Interview unter dem Titel „Das Solarzeitalter kommt“ bekräftigte er 2009 seine Thesen und Prognosen:

„Es geht darum, dass die wichtigsten Probleme nicht einzeln gelöst werden können, sondern miteinander zusammenhängen und daher als System betrachtet werden müssen. Das ist es, woran ich die letzten 30 Jahre gearbeitet habe: An einer Synthese, die ein integriertes Bild der biologischen, der geistigen und der sozialen Dimension des Lebens bietet.“

2007 erschien seine Schrift über die wissenschaftliche Arbeit von Leonardo da Vinci unter dem Titel The Science of Leonardo.

## Philosophie
Laut Capra ist objektive Erkenntnis eine Fiktion, sodass naturwissenschaftlichen Theorien die Eigenschaft, Aufschlüsse über die Realität zu liefern, abgesprochen werden müsste.
Capra möchte die cartesianische Trennung von Geist und Körper überwinden und durch eine holistische Weltsicht ersetzen. Dabei wendet er sich kritisch gegen den mechanistisch-reduktionistischen Ansatz, der die westliche Wissenschaft seiner Ansicht nach heute beherrscht und durch analytisches Denken geprägt ist. In seine Weltanschauung bringt er Elemente der östlichen Philosophie ein, die auch die mystische, spirituelle Seite des menschlichen Lebens einbeziehen. Durch das Center for Ecoliteracy (Zentrum für ökologische Bildung) möchte er Kindern und interessierten Erwachsenen einen nachhaltigen Lebensstil vermitteln und ökologische Bildung an Schulen verankern.
In seinen neueren Werken kritisiert er auch den ungesunden, nicht nachhaltigen Lebensstil der westlichen Welt und zeigt umweltfreundliche Alternativen auf. Statt Beherrschung, Ausbeutung und Unterwerfung der Erde zielt Capra auf einen respektvollen Umgang mit Natur und Umwelt ab, auf eine ressourcenschonende Koexistenz von Menschen mit dem Ökosystem. Immer wieder warnt er vor Gefahren und Problemen, die sich aus neuen Wissenschafts- und Wirtschaftszweigen ergäben: Atomphysik, Gentechnik, industrialisierte Landwirtschaft, Biotechnologie etc., deren negative Folgen nach seiner Darstellung erst kommende Generationen erleiden werden. Ebenso wendet er sich gegen die uneingeschränkte Globalisierung auf Basis eines Markt-Fundamentalismus, die auf Kosten des Großteils der Weltbevölkerung die Gewinne einiger Konzerne maximierten. Als Ausweg sieht er eine gestärkte, demokratische UNO.
Capra wendet seine Theorien auf vielfältige Bereiche an, darunter auch auf große Organisationen. Ein Unternehmensklima, in dem sich die Lebendigkeit des Organismus ausdrücken könne, bleibe flexibel, effizient und kreativ. Informelle Netzwerke sind sehr wichtig, sie garantieren den nötigen Informationsaustausch. Er schlägt einen nicht hierarchischen, flexiblen Führungsstil mit starker Partizipation aller Beteiligten vor, um die Lebendigkeit des Organismus der Organisation zu erhalten. Störungen werden in einem lebenden Netzwerk absorbiert, wodurch sich das Netzwerk selbst verändert. Das mache den Unterschied zu deterministischen, steuerbaren Maschinen aus: lebende Organismen können nur gestört, aber nicht von außen geregelt werden. Die Veränderung von Organismen ist nicht vorhersagbar, sie sind in diesem Sinn autonom, indem sie auf Störungen auf die je ihnen eigene selbst-organisierende Art reagieren. 2004 fasst Capra dies in einem Interview folgendermaßen zusammen:

„Natürlich kann man ein Unternehmen ganz rigide gestalten, (…). Eine solche Organisation arbeitet wie eine Maschine; sie ist nicht sehr effizient, nicht anpassungsfähig, nicht kreativ. Eine solche Organisation kann sich nicht entwickeln. Ihr fehlen die Eigenschaften, die für das Leben charakteristisch sind. Die Alternative wäre, ein Klima zu schaffen, in dem sich die Lebendigkeit einer Organisation ausdrücken kann. In einer solchen Organisation gibt es informelle Netzwerke, die kreativ und fliessend sind. Diese Netzwerke reagieren wie alle lebenden Systeme autonom auf Störungen – durch Veränderung.“

Dennoch betont er, ein Unternehmen sei nicht nur ein lebendiges Netzwerk, sondern gleichzeitig und aufeinander einwirkend auch eine konstruierte Organisation, so dass Führungsimpulse den positiven Wandel voranbringen können.

## Das Tao der Physik
In seinem ersten Buch Das Tao der Physik beschäftigt sich Capra mit der kulturellen Transformation, die durch die Einsicht in die philosophische Konvergenz zwischen der modernen Physik und den spirituellen Traditionen östlicher Mystik entstehe. Dazu untersucht er Grundelemente von Hinduismus, Buddhismus, chinesischer Philosophie, Taoismus und Zen und benennt als deren gemeinsame Essenz "das Gewahrsein der Einheit und gegenseitigen Beziehungen aller Dinge und Ereignisse, die Erfahrung alle Phänomene in der Welt als Manifestationen einer einzigen fundamentalen Identität."
Durch die Erkenntnisse der Quantenphysik könne das Ideal der objektiven, wertfreien Naturwissenschaften nicht mehr aufrechterhalten werden. Der Beobachter sei bei quantenphysikalischen Experimenten immer mit in den Versuchsaufbau einbezogen und beeinflusse durch seine Fragestellung die „Antwort der Natur“. Damit ergebe sich, dass die gesamte Forschung niemals wertfrei sein könne und es immer auf die oft nicht explizit formulierten Werte und ethischen Normen bei jeder Wissenschaft ankomme. Die östliche Mystik könne dagegen  mit ihrer tiefen Weisheit den philosophischen Hintergrund für die modernen wissenschaftlichen Theorien bilden. Capra setzt Grundbegriffe der modernen Teilchenphysik mit fernöstlichen philosophischen Traditionen in Zusammenhang, denn beider Ergebnisse und Ansichten seien einander sehr ähnlich. Auf dem Weg zur Erkenntnis unterschieden sich naturwissenschaftliche Studien und Experimente von den durch Meditation und philosophische Überlegungen erreichten Einsichten. Mystiker schauten nach innen, erforschten ihr Bewusstsein und bezögen die Körpererfahrung in ihre mystische Weltanschauung mit ein. Physiker studierten empirisch die materielle Welt, erkennten aber auch die Einheit aller Dinge und Vorgänge. Durch die Quantenphysik sei klar geworden, dass der Beobachter und sein Bewusstsein integrale Bestandteile dieser Einheit sind.
Wie in allen nachfolgenden Werken beklagt Capra, dass die gesamte westliche Tradition von den Lehren der griechischen Atomisten Leukipp und Demokrit geprägt sei, wonach eine Trennung von toter Materie, die aus kleinsten unteilbaren Teilchen (Atomen) besteht, und dem immateriellen Geist vorliegt. Dieser Dualismus zwischen Geist und Materie bzw. zwischen Körper und Seele fand bei René Descartes seinen Höhepunkt und wurde gemeinsam mit Isaac Newtons mechanistischem Modell der Wirklichkeit das grundlegende Paradigma westlichen Denkens. Nach Capra bedingt diese Ansicht die innere Zersplitterung des Menschen, der sich fortan nicht mehr mit seinem ganzen Organismus, sondern nur noch mit seinem Geist identifiziert. Diese Trennung von Ich und Welt weitet sich in der abendländischen Gesellschaft auf die gesamte Gesellschaft und Umwelt aus, was nach Capras Ansicht die ökologischen, sozialen und kulturellen Krisen der Gegenwart zur Folge hat.
Dagegen sei die östliche Sicht von der Welt organisch. Das Universum wird als grundlegende Einheit verstanden, mit der der Mensch in Einklang lebt und der er sich zugehörig fühlt. Alle Phänomene sind durch wechselseitige Zusammenhänge verbunden und  dynamisch. Die östliche Weltsicht beruhe auf Zeit und I Ging (Wandel).
Atomare Grundbausteine sind nach Capra bloße Idealisierungen, die Beschreibungsmodelle ermöglichen. Der Begriff des kosmischen Netzes werde auch in östlichen Traditionen verwendet, um die mystische Erfahrung der Einheit mit der Natur mitzuteilen. Das dynamische Spiel von Zeit und Wandlung der östlichen Weltanschauung kommt Capra zufolge intuitiv dem Zeitverständnis der Relativitätstheorie sehr nahe – auch darin, dass sich beide Richtungen aus der traditionellen Sicht der Kausalkette von Ursache und Wirkung lösen und so eine gedankliche Befreiung von der Zeit erreichen.
Niels Bohr hat für die Physik den Begriff der Komplementarität eingeführt, der sich nach Capra stark am „Yin und Yang“-Prinzip der chinesischen Philosophie orientiert. Statt absoluter Gegensätze beschreibt das dynamische Zusammenspiel einander ergänzender Kräfte die Grundlage der Realität deutlich besser. Das Teilchenbild und das Wellenbild sind zwei einander ergänzende Beschreibungen derselben Wirklichkeit. Capra vertritt die Auffassung, dass Wissenschaft und Mystik komplementär zueinander die rationalen und intuitiven Fähigkeiten des menschlichen Geistes betonen. Wichtig ist ihm nicht die Synthese der beiden Pole, sondern ihr dynamisches Zusammenspiel. Im Westen sei das Yang-Prinzip zu stark im Vordergrund – die rationale, männlich-aggressive Seite des Mensch-Seins. Das menschliche Wohlergehen in der Zukunft wird nach Capra davon abhängen, ob auch wieder mehr Yin-Aspekte übernommen werden und die Natur ganzheitlich erfahren wird.

## Wendezeit
In seinem Buch The Turning Point (1982) beschäftigt sich Capra ausführlich mit den Folgen der westlichen Überbetonung des Yang-Prinzips: Die mechanistisch-reduktionistische analytische Weltsicht, die Ausbeutung der Frauen und der Natur und die starke Fragmentierung der akademischen Disziplinen hätten einen ganzheitlichen interdisziplinären Blick erschwert. Der deutsche Titel Wendezeit (1983) wurde zeitweise zum Schlagwort der sogenannten „New Age“-Bewegung.
Die gegenwärtigen ökonomischen und sozialen Probleme wie Arbeitslosigkeit, Kriminalität, Umweltverschmutzung etc. entspringen nach Capra einer Krise der Wahrnehmung in der westlichen Gesellschaft. Die moderne, global vernetzte Welt kann nicht mehr im Rahmen des reduktionistisch-mechanistischen Weltbilds von Descartes und Newton verstanden werden, sondern braucht eine neue holistisch-organische Sicht der Realität. Aus dieser systemischen Perspektive lassen sich die vielfältigen gegenseitigen Abhängigkeiten und Verbindungen erkennen. Capra beginnt seine Analyse des momentanen Zustands der westlichen Welt mit einem geschichtsphilosophischen Rückgriff auf Arnold J. Toynbee, der kulturelle Übergänge als notwendige Stufen in der Entwicklung von Kulturen sieht. Capra unterstellt wie Toynbee einen zyklischen Prozess von Entstehung, Wachsen, Blüte, Zusammenbruch und Auseinanderbrechen, wobei der Verlust von Flexibilität Zeichen eines kulturellen Niedergangs ist. Capra verteidigt seine Vorstellung einer mythischen besseren Vergangenheit und postuliert, in den 1980er Jahren am Ende des Zeitalters fossiler Brennstoffe sei die „Wendezeit“ gekommen, der ein Paradigmenwechsel folgen müsse. Die wichtigsten Übergänge sind nach Capra der Niedergang des Patriarchats und der Feminismus, das nahe Ende der Reserven fossiler Brennstoffe und der zugehörige kulturelle Wandel.
Diesen Phänomenen setzt er das nicht-lineare ökologische und vernetzte Denken in Prozessen der Systemtheorie und Prozessphilosophie entgegen. Das System wird als integrales Ganzes betrachtet, dessen Eigenschaften sich nicht auf einzelne Teile reduzieren lassen, sondern erst ab einem bestimmten Grad an Komplexität durch Emergenz auftreten. Capra wendet die systemtheoretische Sicht auf viele Wissensgebiete an: Physik, Medizin, Psychologie, Biologie, Ökonomie und Umweltschutz. Dabei kritisiert er jeweils die verheerenden Auswirkungen des cartesianischen Weltbildes auf den einzelnen Menschen und die gesamte Gesellschaft.
Wendezeit wurde ein Bestseller der New-Age-Bewegung.

## Lebensnetz
In seinem Buch Lebensnetz (1996) betrachtet Capra lebende Systeme auf mehreren Ebenen: Organismen, soziale Systeme und Ökosysteme. Ökologisches Verständnis aus Capras Sicht geht davon aus, dass Menschen und Gesellschaften in die zyklischen Naturprozesse eingebettet und mit diesen strukturell gekoppelt sind. Capra möchte auch in „Lebensnetz“ Anstöße zu einem Paradigmenwechsel geben, der die Ausbeutung von Natur und Menschen durch Kapitalismus, Patriarchat, Imperialismus und Militarismus ablöst und sich stattdessen auf Grundwerte der Balance zwischen Expansion und Erhaltung, Wettbewerb und Kooperation, Quantität und Qualität und zwischen Dominanz und Partnerschaft gründet.
Das Konzept der Autopoiesis, die Möglichkeit der Selbsterzeugung, zeigt demnach, dass das Netzwerk als Gesamtes von seinen Komponenten erzeugt wird und umgekehrt jede Komponente in zyklischen Schleifen an der Erzeugung anderer Komponenten mitwirkt. Capra referiert in diesem Zusammenhang  James Lovelocks Gaia-Hypothese, die die gesamte Erde als lebendiges, selbstorganisierendes System sieht. Diese lebenden Systeme versucht er mit denen der Mathematik der komplexen dynamischen Systeme zu beschreiben, die mit nichtlinearen Gleichungen eine quantitative Analyse des Systems erlaube.

### Evolution
Capra sieht Organismen als komplexe Netze von Beziehungen untereinander mit einer jeweils dynamischen, flexiblen und doch stabilen Struktur. Organismen funktionieren durch zyklische Feedback-Schleifen, ständigen Materie- und Informationsfluss, Metabolismus, sie sind dynamisch, fähig zur Reproduktion und hochgradig nichtlinear. Durch die Rückkoppelungsschleifen befindet sich jeder Organismus in einem ständigen Prozess von Entwicklung, Lernen und Evolution. Der Prozess des kreativen Vordringens in Neuland führt laut Capra zu einer geordneten Entfaltung von Komplexität. Die Evolution in systemtheoretischer Sicht beginnt in einem dynamischen Gleichgewicht, das seine Stabilität durch negative Feedback-Schleifen zu halten versucht (Homöostase). Erst wenn die Systemvariablen eine kritische Abweichung vom Normalzustand erfahren, gerät das ganze System in eine Krise. Doch eine solche Bifurkation kann auch einen Evolutionsschritt verursachen. Auch das den Organismus umgebende Ökosystem sieht er als Organismus, der sich gemeinsam mit den in ihn eingebetteten Organismen entwickelt („Koevolution“). Das Leben des Mikrokosmos schafft, argumentiert Capra, die Bedingungen im Makrokosmos für sein weiteres Fortkommen, während die Biosphäre ihre eigenen Mikroorganismen hervorbringt. Evolution ist nach dieser Systemtheorie ein ständig fortschreitendes offenes Abenteuer, das seinen eigenen Zweck erschafft. Der Ausgang ist nicht prognostizierbar, jedoch gibt es allgemeine Muster:
- fortschreitender Anstieg an Komplexität, Koordination und wechselseitiger Abhängigkeit und Vernetzung
- die Integration einzelner Individuen in vielschichtige Systeme
- die ständige Verbesserung von bestimmten Funktionen und Verhaltensmustern.

### Leben als Prozess
Capra verbindet in seiner Definition von Leben drei Konzepte miteinander:
- Das Organisationsmuster ist die Autopoiesis von Humberto Maturana und Francisco Varela. Diese Konfiguration von Beziehungen macht die Grundeigenschaften des Systems aus. Dazu gehören eine physikalische Grenze, die den Organismus von seiner Umwelt trennt, und ein Metabolismus, der ihn mit dieser verbindet.
- Dissipative Strukturen von Ilya Prigogine implementieren das Organisationsmuster in eine physikalische Struktur.
- Der Lebensprozess, wie er von Gregory Bateson und Maturana und Varela definiert wurde, ist Kognition. In dieser Aktivität vollzieht sich die ständige Gestaltung des Organisationsmusters.

### Theorie des Geistes
In seiner Theorie des Geistes schließt sich Capra an die Santiago-Theorie des Geistes von Varela und Maturana an, die den Prozess des Wissens, die Kognition mit dem Lebensprozess identifizieren. Geist ist damit nicht ein nach dualistischer Auffassung unabhängig von Materie existierendes Substrat, sondern ein Prozess, der durch das Gehirn als spezifische Struktur abgearbeitet wird. Das Verhältnis zwischen Geist und Gehirn ist somit das zwischen Prozess und Struktur. Die gegenseitige Abhängigkeit zwischen Struktur und Prozess überwinde die alte Trennung zwischen Geist und Materie. Die Unterscheidung zwischen Determinismus und Freiheit soll insofern überwunden werden, als ein lebendes System von seinen Organisationsmustern und seiner Struktur determiniert sei. Diese Struktur sieht er als ein Produkt früherer struktureller Übergänge, die durch Interaktion mit der Umwelt durch strukturelle Kopplung ausgelöst wurden. Auf welche Umweltreize in welcher Form der Organismus reagiert, entscheide er selbst, wodurch er selbst seine Struktur bestimme und auf diese Weise frei sei. Strukturelle Determiniertheit heißt demzufolge nur, dass die Struktur den Rahmen vorgibt, innerhalb dessen sich das System bewegen kann. Capra zieht auch die Grenzen des kognitiven Netzwerks weiter, als dies nach gängiger wissenschaftlicher Auffassung der Fall ist. Nervensystem, Immunsystem und das endokrine System der Hormone arbeiten eng zusammen und bilden gemeinsam das „kognitive Netzwerk“.
Kognition wird in der Santiago-Theorie als ein ständiges Hervorbringen einer Welt durch den Lebensprozess aufgefasst. Leben ist Wissen (Maturana). Jedes Lebewesen erzeugt abhängig von seiner Struktur seine eigene Welt. Durch die Ähnlichkeit der menschlichen Strukturen, die gemeinsame abstrakte Sprache und die gesamte Kultur vereinen sich die unterschiedlichen Welten zu einer gemeinsamen Lebenswelt.

### Bewusstsein
Bewusstsein bedeutet nach Capra (und Maturana) die höchste Stufe des Geistes, die das Selbstbewusstsein, das Wissen, das man weiß, mit einschließt. Erst durch ein reflektierendes, abstraktes Denken könne Kommunikation entstehen, die als Koordination von Verhalten durch gegenseitige strukturelle Kopplung aufgefasst wird. Maturanas Theorie des Bewusstseins betont Kommunikation und eine symbolische Sprache gemeinsam mit Selbstbewusstsein als die Grundpfeiler, mit deren Hilfe sich menschliches Bewusstsein verstehen lasse. Bewusstsein sei immer durch die Sprache in den sozialen Kontext eingebettet und dadurch ein soziales Phänomen. Das gefühlte, erlebte Selbst, das Ich, hat nach dieser Theorie keine unabhängige Existenz, sondern entsteht aus den inneren strukturellen Kopplungen. Individualität und Autonomie bedeuten nicht Unabhängigkeit und Verlassenheit, wenn die vielfältigen Beziehungen innerhalb des Lebensnetzes erkannt werden. Diese Erfahrung des Wiederankoppelns an das die Menschheit umgebende Lebensnetz, das kulturelle, soziale Netzwerk, bezeichnet Capra als Wiedererlangung der vollen Menschlichkeit, welche durch die Cartesianische Angst, die durch die Trennung von Geist und Körper entstanden sei, verloren ging.

## Rezeption
Capra fand mit seinem Werk Tao der Physik Eingang in Franco Volpis Großes Werklexikon der Philosophie (2004).
Nach Hans-Dieter Mutschler haben Mystik und Physik im Sinne Capras keinen gemeinsamen Punkt. Der Vergleich sei nur dadurch möglich, dass die Mystik in die Welt der Alltagsbegriffe hineinprojiziert wird.
1993 befasste sich der Wissenschaftstheoretiker Hans Günther Ruß in der kritischen Studie Der neue Mystizismus: Östliche Mystik und moderne Naturwissenschaft im New Age-Denken mit Capra. Capra versuche mit seinem Ansatz, der Säkularisierung in Verbindung mit den Naturwissenschaften entgegenzuwirken. Er behaupte, dass die moderne Physik bestimmte Glaubenssysteme stütze. Ruß schreibt: „Könnten Übereinstimmungen zwischen Physik und Mystik schlüssig nachgewiesen werden, würde letztere also vom Ansehen der ersteren profitieren.“
In erster Linie sehe Capra Gemeinsamkeiten im „ganzheitlichen Denken“ und der „Logikauffassung“. Laut Ruß handelt es sich hierbei um eine Außenseitermeinung, wobei Capra damit rechne, dass seinen Lesern die feinen Unterschiede naturwissenschaftlicher Interpretationen nicht bekannt seien. Als erkenntnistheoretische Ungereimtheit bezeichnet Ruß die Tatsache, dass sich Capra bei der Suche nach der Wahrheit dennoch auf die Physik bezieht. Auch die Mystik beanspruche Capra zufolge Wahrheit für sich. Dies stehe im Gegensatz zu seinem radikalen Konstruktivismus und Subjektivismus.
Capra verkenne die Verschiedenheit von physikalischem und mystischem Holismus. Während Mystiker die Alltagswelt als ganzheitlich erführen, sprächen Physiker lediglich von Untrennbarkeitsphänomenen im Mikrobereich, während der Mechanismus materieller Objekte der klassischen Physik zu unserem Alltagsbereich gehöre. Auch die Systemtheorie, auf die Capra sich beruft, stehe im Gegensatz zum Holismus. Denn sie postuliere das Zusammenwirken von Einzelkomponenten. Da die Theorien der Naturwissenschaften frei von religiösen Komponenten seien, lassen sich daraus logisch keine religiösen Inhalte ableiten.
Positiv bewertet Ruß, Capra gebe möglicherweise Anstoß dazu, sich eingehender mit quantenphysikalischen Fragen auseinanderzusetzen. Immerhin habe er sich bemüht, einen Darstellungsstil zu finden, der auch dem nicht entsprechend vorgebildeten Leser die Möglichkeit des Verstehens lässt.

## Werke
- Das Tao der Physik. O.W. Barth-Verlag, 1977, ISBN 3-502-67093-5.
- Wendezeit. Scherz-Verlag, Bern 1983 (überarbeitet u. erweitert 1985), ISBN 3-426-77706-1.
- Mit Charlene Spretnak: Green Politics. 1984 (englisch), ISBN 0-525-24231-7.
- Das neue Denken. Scherz-Verlag, Bern 1987, ISBN 3-426-77358-9.
- Drehbuch für den Spielfilm Wendezeit (Mindwalk 1990) mit Liv Ullmann.
- Mit Alexander Exner, Roswitha Königswieser: Veränderung im Management – Management der Veränderung. 1992. In: Das systemisch-evolutionäre Management. ISBN 3-7007-0262-0.
- Wendezeit im Christentum. dtv, München 1993, ISBN 3-423-30371-9.
- Lebensnetz. Scherz-Verlag, Bern 1996, ISBN 3-502-19106-9 und Wissenschaftliche Buchgesellschaft, Darmstadt 1996.
- Die Capra-Synthese. Scherz-Verlag, Bern 1998 ISBN 3-502-15102-4.
- Verborgene Zusammenhänge. Vernetzt denken und Handeln in Wirtschaft, Politik, Wissenschaft und Gesellschaft. Scherz-Verlag, Bern 2002, ISBN 3-502-15106-7.
- The Science of Leonardo. 2007 (englisch), ISBN 0-385-51390-9.
- Learning from Leonardo. decoding the notebooks of a genius,  2013. ISBN 978-1-60994-991-4.
- The Ecology of Law. 2015 (englisch), ISBN 978-1-62656-206-6
- Patterns of Connection - Essential Essays from Five Decades, 2021. ISBN 978-0-8263-6281-0.